# Stela 1 z La Mojarra

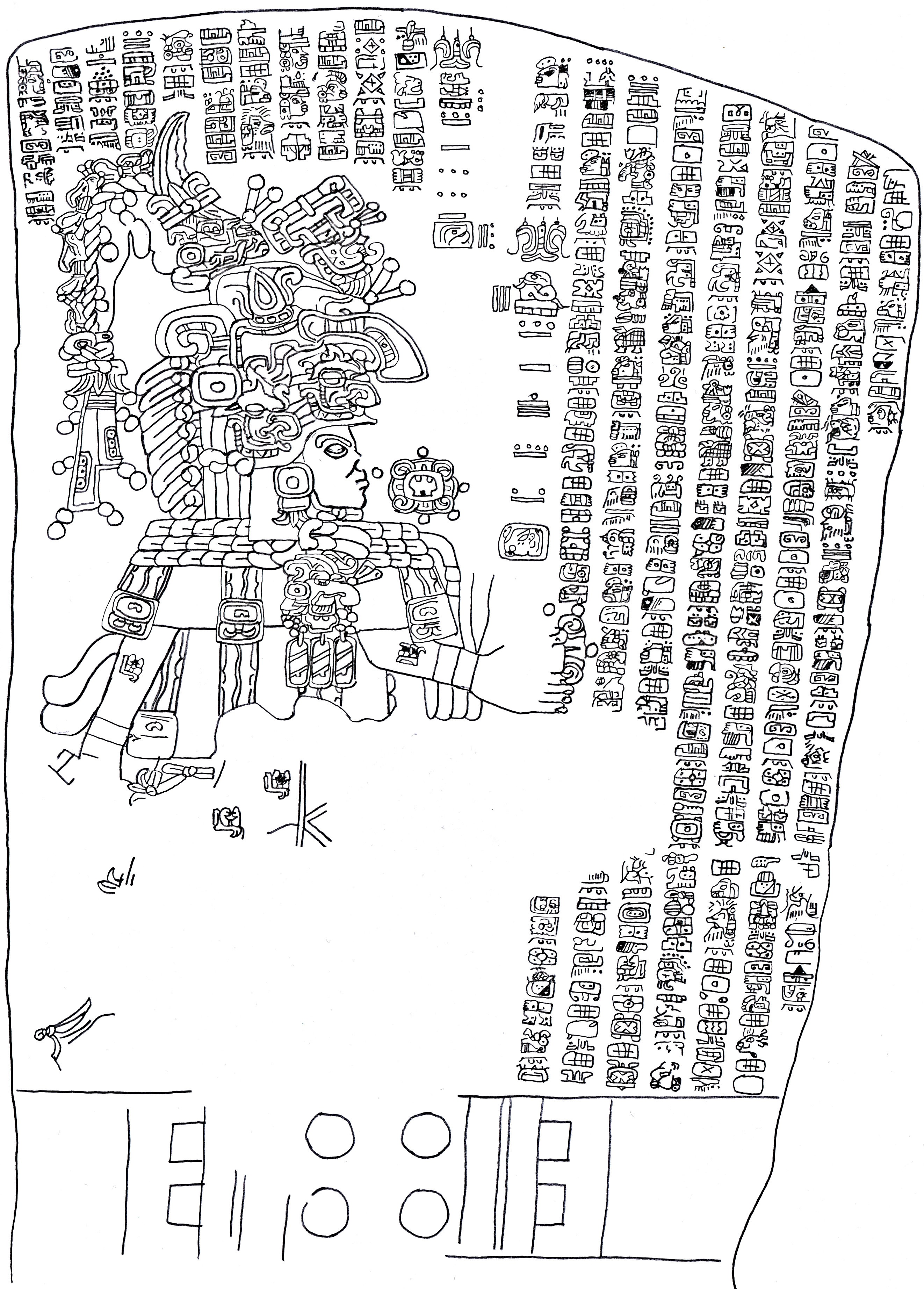
Odrys steli

Stela 1 z La Mojarra – odkryta w 1986 roku wapienna stela z okresu epi-olmeckiego, pokryta inskrypcją stanowiącą jeden z najstarszych znanych przykładów użycia pisma na obszarze Mezoameryki. Jest to także jeden z najdłuższych tekstów prekolumbijskich zachowanych do współczesności. Inskrypcję zapisano tzw. pismem epi-olmeckim, którego odczytanie wzbudza wśród badaczy kontrowersje.
Datowana na późną fazę okresu preklasycznego stela ma 2 m wysokości i 1,4 m szerokości. Odkryta została w wodach rzeki Acula w pobliżu wsi La Mojarra, w południowo-wschodniej części meksykańskiego stanu Veracruz, około 20 kilometrów od wybrzeża Zatoki Meksykańskiej. Ze względu na okoliczności jej odnalezienia kontekst archeologiczny pozostaje niejasny. Wiadomo, że pierwotnie stała na granicy pastwiska należącego do lokalnego rancza, później jednak osunęła się i stoczyła do rzeki. W listopadzie 1986 roku przypadkowo natknął się na nią robotnik zajmujący się załadunkiem łodzi. Zagadkowy kamień wyciągnięto z rzeki i przetransportowano do Muzeum Antropologii w Xalapie. W 1988 roku student, któremu zlecono oczyszczenie steli odkrył, że na jej powierzchni wyryty jest relief figuralny wraz z inskrypcją hieroglificzną.
George Stuart opublikował precyzyjny odrys steli, dzięki czemu wielu epigrafików z całego świata mogło zacząć pracę nad odszyfrowaniem pisma użytego do jej zapisu. Kolejni dyrektorzy muzeum uważali jednak tekst wyryty w kamieniu za współczesne fałszerstwo, przez co znalezisko trzymane było przez wiele lat w magazynie, a dostęp do niego był utrudniany lub wręcz uniemożliwiany. W 1993 roku Terrence Kaufman i John Justeson mogli studiować kamień przez dłuższy czas, jednak zabroniono im wnosić do magazynu jakichkolwiek urządzeń umożliwiających stworzenie reprodukcji, a nawet papieru czy ołówka. Innym badaczom w ogóle zabroniono wejść do magazynu, w którym stela była przechowywana. Sytuacja zmieniła się w 1995 roku, wraz z objęciem szefostwa placówki przez Sarę Ladrón de Guevara, która wystawiła stelę na widok publiczny.
Na steli znajduje się starannie wykonany relief, przedstawiający ukazanego z profilu władcę w bogatym stroju, trzymającego w dłoniach przedmiot przypominający kwiat. Postać otacza długa inskrypcja hieroglificzna pisana tzw. pismem epi-olmeckim, w której zapisano dwie daty w długiej rachubie, odpowiadające latom 143 i 156 n.e. w kalendarzu gregoriańskim. Inskrypcja zawiera przeszło 400 glifów (niektóre źródła podają liczbę 465 glifów ułożonych w 21 kolumn tekstu), co czyni z niej jeden z najdłuższych pojedynczych tekstów rdzennych mieszkańców Ameryki epoki prekolumbijskiej. Dodatkowo na bocznej ścianie steli zidentyfikowano 35 glifów, a na przeciwległej pozostałości glifów zatarte przez czas.
Odczyt inskrypcji jest niepewny. Amerykańscy lingwiści Terrence Kaufman i John Justeson wysunęli hipotezę, że jest to wyryta we wczesnej formie języka mixe-zoque relacja z życia i czynów sportretowanego na steli lokalnego władcy. Pogląd ten nie spotkał się jednak z powszechną akceptacją i jest podważany przez znaczną część badaczy.